# Turn It Up
Den här artikeln är handlar om en marknadsföringssingel av Brandy, för singeln av Paris Hilton med samma namn, se Turn It Up (Paris Hilton-låt)
"Turn It Up" är en låt framförd av den amerikanska sångerskan Brandy, komponerad av Timbaland till Brandys fjärde studioalbum Afrodisiac (2004). Efter att Brandy tackat nej till att fortsätta ett tidigare samarbete med Rodney "Darkchild" Jerkins blev "Turn It Up" den första låten som sångerskan jobbade på tillsammans med musikproducenten Timbaland. 
"Turn It Up" är en hyllning till 90-talets musik där artister som Aaliyah, Kid 'n Play och Missy Elliot nämns. I upptempo-låten uppmanas lyssnaren att höja volymen eftersom det är Brandy på radion. Låten utgörs till stor del av Timblands signatur sound; kraftig basgång och trummor. "Turn It Up" gavs ut som en marknadsföringssingel under hösten år 2003. Låten hade stor framgång i Tyskland där den nådde andraplatsen på landets R&B-lista Deutsche Black Charts.

## Bakgrund, inspelning och komposition

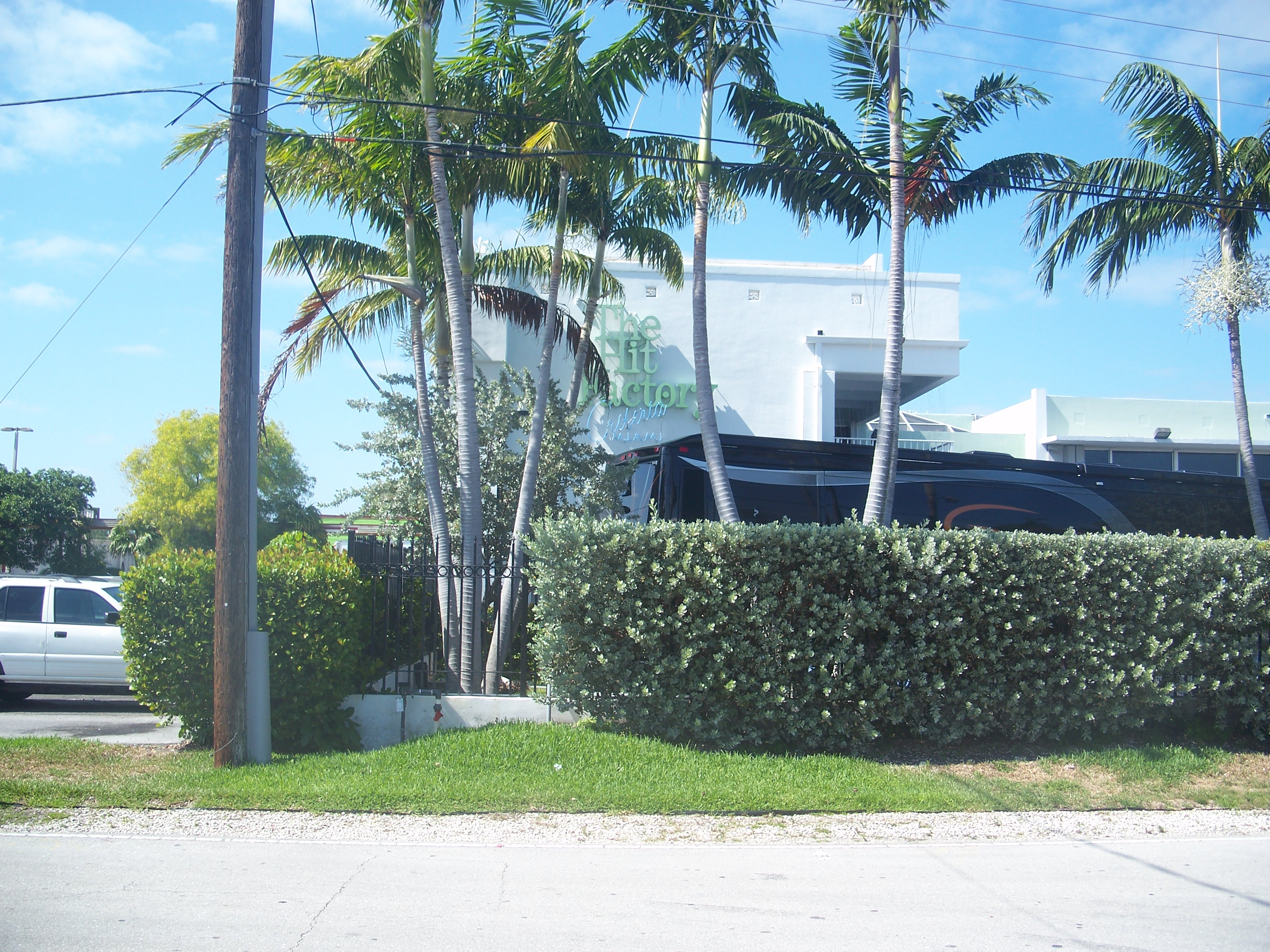
"Turn It Up" spelades in vid Hit Factory i Miami, Florida.

År 2003 började R&B-artisten Brandy arbeta på sitt fjärde studioalbum. Hon valde att avsluta sitt samarbete med kompositören Rodney "Darkchild" Jerkins som stått bakom hennes föregående album Never Say Never (1998) och Full Moon (2002). I en intervju med Vibe Magazine sa hon; "Darkchild skapade ett visst sound med mig men gav det sedan till alla andra. Jag gillade inte det..." Hon började istället jobba kompositören Timbaland på material till skivan. "Turn It Up" blev duons första samarbete. Det är en samtida R&B-låt i upptempo som pågår i fyra minuter och tretton sekunder. Den är influerad av musikgenrerna funk och hiphop. Låten skrevs av Timothy "Timbaland" Mosley, Walter Millsap III och Candice Nelson. Sångarrangemangen skapades av Brandy medan Timbaland och Millsap bidrog med ytterligare bakgrundssång. 
Spåret spelades in vid Hit Factory i Miami, Florida. Senator Jimmy D och Blake English arbetade på låten som ljudtekniker och assisterades av Demacio "Demo" Castellon. Den ljudmixades av Timbaland och Jimmy Douglas vid Manhattan Center Studios i New York. "Turn It Up" är en hyllning till det tidiga 1990-talet och innehåller flera verser där sångerskan nämner Donnie Simpsons musikvideoprogram Video Soul, duon Kid n' Play och deras film House Party och studioalbumet  House of Music (1996) av R&B-gruppen Tony! Toni! Toné!. I en av verserna sjunger Brandy om den avlidna R&B-artisten Aaliyah som var Timbalands samarbetspartner och nära vän. Brandy vill "representera" Aaliyah, Timbaland och Missy Elliot och nämner den förstnämndas hitlåt "More Than a Woman" (2001). I refrängen uppmanar hon lyssnaren att höja volymen på radion och sjunger; "All my people they hear this and be askin' 'what?'/Brandy on the radio, turn it up!" Versen "'Cause I don't wanna sound familiar, want a guaranteed single, not an album filler" är indirekt kritik riktad mot Jerkins.

## Mottagande och kommersiell prestation
David Browne, skribent vid Entertainment Weekly, favoriserade låten och skrev; "Brandys matigaste album till dato innehåller även en del överlägsna dansnummer. Mes noterbar är 'Turn It Up' som lika gärna kunnat passa in på Janet Jacksons senaste platta." Keya Modessa vid The Situation skrev; "den kanske enda låten som inte riktigt passar in på Afrodisiac är "Turn It Up". Detta kanske beror på att den är mera energifull än övriga spår." Ola Andersson från Dagensskiva lyfte fram Afrodisiac som "årets bästa R&B-album" och skrev följande om låten; "Maskinmästaren Timbaland har kanske aldrig låtit mer organisk än i den löst jazziga studsfesten 'Turn It Up', som får mig att tänka på det som The Neptunes och Ol’ Dirty Bastard fick till i Operator. Eller när mörkt filmiska undergångsstråkar frontalkrockar med en glatt spattande oboe."
Sal Cinquemani vid Slant Magazine lyfte fram "Turn It Up", "Afrodisiac" och "Should I Go" som högpunkterna på skivan. Designer Magazine skrev att "'Turn It Up' innehåller några seriöst funkiga James Brown-influerade strängar och det är så påträngande att det är svårt att inte bli förälskad. Det här är den typen av låt som Janet Jackson skulle älskat att spela in. Blunda och man skulle lätt kunna föreställa sig att det var Beyonce. Den låter rå men på samma gång oskyldigt söt." En recensent från epinions.com var positiv till Brandys album men ifrågasatte hennes avsikt om att sjunga om Aaliyah; "Brandy låter ibland som om hon avsiktligt försöker gå i Baby Girls skor (som jag antar är ganska tydligt när hon sjunger att hennes samarbete med Timbaland är ett försök att 'representera henne'). Jag är helt för att Brandy tar ett par kliv bort från sitt 'duktiga, gulliga maner' men försök inte ersätta din personlighet men någons gamla personlighet, förstår ni vad jag menar?"
"Turn It Up" blev en R&B-hit för Brandy i Tyskland där den nådde andraplatsen på Media Controls förgreningslista Deutsche Black Charts. Den blev hennes första topp-tio hit i landet sedan "Another Day In Paradise" år 2001. Vid årets slut noterades låten på plats 22.

## Format och Innehållsförteckningar
- Tysk CD-singel

1. "Turn It Up" (album version) – 4:12
2. "Turn It Up" (instrumental) – 4:12
3. "Turn It Up" (edited version) – 3:56
4. "Turn It Up" (acapella) – 4:16

## Topplistor

### Veckolistor
| Lista (2003)                     | Topplacering |
| -------------------------------- | ------------ |
| Tyskland (Deutsche Black Charts) | 2            |

### Årslistor
| Lista (2003)                     | Topplacering |
| -------------------------------- | ------------ |
| Tyskland (Deutsche Black Charts) | 22           |